# Азбель, Марк Яковлевич
Марк Яковлевич Азбель (12 мая 1932, Полтава — 31 марта 2020, Израиль) — советский и израильский физик, учёный в области теоретической и эволюционной биологии. Доктор физико-математических наук (1958), профессор (1958).
В 1956—1958 годах совместно с Э. А. Канером теоретически предсказал циклотронный резонанс в металлах и разработал его теорию.  Само явление получило название циклотронного резонанса Азбеля — Канера.

## Биография
Родился в Полтаве в семье врачей Якова Ароновича Азбеля (1909—1990) и Цецилии Исаевны Слободкиной (1908—1951). С 1941 года находился в эвакуации в Новосибирске. В 1944 году семья поселилась в Харькове, где отец работал в НИИ протезирования. В 1948 окончил среднюю школу и в том же году поступил в Харьковский университет, после окончания которого преподавал математику в вечерней школе.
В 1955 году под руководством И. М. Лифшица защитил кандидатскую диссертацию по теме «К кинетической теории проводимости металлов» и начал работать в Харьковском физико-техническом институте. В 1958 году защитил докторскую диссертацию по теме «Теория высокочастотной проводимости металлов в постоянном магнитном поле». На защите диссертации Л. Д. Ландау сказал: «У диссертанта есть только один недостаток, но от него он избавится без нашей помощи. Это — молодость».
В 1964—1972 годах преподавал в МГУ (профессор геологического факультета) и по совместительству заведовал сектором в институте теоретической физики имени Ландау.
В 1972 году подал заявление на выезд в Израиль. В 1972—1977 годах — профессор Московского инженерно-физического института.
В 1973 году, за четыре года до выезда из Советского Союза, был принят на работу в Тель-Авивский университет (лекции читал по телефону). В 1970-х годах — один из участников движения отказников в СССР. В течение двух лет редактировал политический и литературный журнал «Евреи в СССР» (с 1972 по 1980 вышло 20 номеров), основанный Александром Воронелем.
В 1977 году эмигрировал из СССР. Был профессором Тель-Авивского университета.
Умер в Израиле 31 марта 2020 года.

## Основные работы
Основные работы связаны с электронной теорией металлов.
Предсказал существование статического скин-эффекта (1963) .
Совместно с Э. А. Канером теоретически предсказал циклотронный резонанс в металлах и разработал его теорию (1955, резонанс Азбеля — Канера, зарегистрировано как открытие в Государственном реестре открытий СССР в 1966 году).
Предсказал резкое изменение поведения электронов в металлах при исчезающе малом изменении магнитного поля (1964, проблема Азбеля — Хофштадтера).
Открыл (совместно с Э.А. Канером и В.Ф. Гантмахером) аномальное проникновение в металл высокочастотного электромагнитного поля.
Предсказал, что диамагнетизм Ландау приводит к возникновению пространственной сверхструктуры.
В работах по сверхпроводимости предсказал существование квантовых осцилляций и резонансов (резонансы Азбеля).
Занимался исследованиями бабочки Хофштадтера; модель спектра почти оператора Матье (модель Азбеля — Хофштадтера) была разработана М. Я. Азбелем в 1964 году и графически представлена в виде геометрической структуры Д. Хофштадтером в 1976 году.
После эмиграции занимался квантовой физикой, проявлял интерес также и к теоретической биологии. В частности, разрабатывал феноменологическую теорию эволюции смертности (модель Азбеля используется при составлении актуарных таблиц смертности), занимался статистическим анализом структуры и физических свойств ДНК.

## Награды и премии
Премия им. Ломоносова (СССР, 1966, 1968).
Премия им. Ландау (Израиль, 1989). 
Приз им. А. Гумбольдта (Германия, 2001).